# 1929 en Suisse
Chronologie de la Suisse
- 1925
- 1926
- 1927
- 1928
- 1929
- 1930
- 1931
- 1932
- 1933

Chronologie de la Suisse
1928 en Suisse - 1929 en Suisse - 1930 en Suisse

## Gouvernement au1erjanvier 1929
- Conseil fédéral[1]:
  - Robert Haab PRD, président de la Confédération
  - Jean-Marie Musy PDC, vice-président de la Confédération
  - Heinrich Häberlin PRD
  - Giuseppe Motta PDC
  - Edmund Schulthess PRD
  - Marcel Pilet-Golaz PRD
  - Karl Scheurer PRD

## Événements

### Janvier
Mercredi 9 janvier 
- Décès à Genève, à l’âge de 86 ans, du médecin et naturaliste Jacques-Louis Reverdin.
- Décès à Lausanne, à l’âge de 67 ans, de Paul Maillefer, fondateur de La Revue historique vaudoise.

 Jeudi 31 janvier 
- Inauguration de la nouvelle gare de Fribourg.

### Février
Vendredi 15 février 
- Le Conseil fédéral rappelle que si la loi pénale militaire interdit le service militaire étranger, la Garde suisse pontificale n’entre pas dans cette catégorie.

### Mars
Dimanche 3 mars 
- Votations fédérales. Le peuple rejette, par 672 004 non (97,3 %) contre 18 487 oui (2,7 %), l’initiative populaire « Approvisionnement du pays en blé », mais approuve, par 461 176 oui (66,8 %) contre 228 357 non (33,1 %), le contre-projet du Conseil fédéral.
- Votations fédérales. Le peuple approuve, par 454 535 oui (66,4 %) contre 229 801 non (33,6 %), la modification de la loi fédérale sur le tarif des douanes.

 Jeudi 28 mars 
- Une convention est signée à Berne entre la Suisse et l’Allemagne sur la régularisation du Rhin entre Strasbourg-Kehl et Istein, ainsi que sur la navigation entre Bâle et le lac de Constance.

### Avril
Dimanche 7 avril 
- Décès à l’âge de 72 ans du naturaliste Paul Benedict Sarasin.

### Mai
Mercredi 1er mai 
- Décès à Onex (GE), à l’âge de 53 ans, du peintre Édouard Vallet.

 Dimanche 12 mai 
- Votations fédérales. Le peuple rejette, par 420 082 non (62,8 %) contre 248 350 oui (37,2 %), l’initiative populaire « Législation sur la circulation routière ».
- Votations fédérales. Le peuple rejette, par 467 724 non (67,3 %) contre 226 794 oui (32,7 %), l’initiative populaire « contre l'eau-de-vie ».

### Juin
Jeudi 6 juin 
- Une pétition demandant l’introduction du suffrage féminin, signée par 248 297 personnes, est déposée devant le Conseil national et le Conseil fédéral.

 Samedi 8 juin 
- Inauguration de l’aéroport de Berne-Belp.

 Lundi 8 juin 
- Décès à Genève, à l’âge de 67 ans, d’Hélène Smith, peintre et médium.

 Vendredi 16 juin 
- Création de l'Office fédéral de l'industrie, des arts et métiers et du travail (OFIAMT).

### Juillet
Mercredi 3 juillet 
- Visite officielle de Fouad Ier, roi d’Égypte.

 Samedi 6 juillet 
 Vendredi 12 juillet 
- À Altenrhein (SG), l’ingénieur Claude Dornier effectue le premier vol d’essai avec le Do X qu’il est en train de développer.
- Les Chambres fédérales ratifient le pacte Briand-Kellogg.

 Jeudi 25 juillet 
- Début à Genève du congrès de l’Union pédagogique universelle, en présence de 600 participants.

 Samedi 27 juillet 
- Décès à Paris, à l’âge de 83 ans, du physicien Raoul Pictet.

### Août
Jeudi 8 août 
- Décès à Belgrade (Yougoslavie), à l’âge de 54 ans, de Rodolphe Archibald Reiss, photographe scientifique.

 Dimanche 18 août 
- Le Belge Georges Ronsse remporte les Championnats du monde cycliste sur route à Zurich.

### Septembre
Samedi 7 septembre 
- Ouverture du Jardin zoologique de Zurich.

 Dimanche 8 septembre 
- À l’appel des syndicats, 12 000 personnes manifestent à Neuchâtel pour le désarmement et pour l’assurance-vieillesse. Des manifestations similaires se déroulent à Genève et à Aarau.

### Octobre
Samedi 5 octobre 
- Les Chambres fédérales approuvent la révision de l’aide à l’agriculture.

### Novembre
Jeudi 14 novembre 
- Décès, à l’âge de 57 ans, du conseiller fédéral Karl Scheurer.

 Samedi 30 novembre 
- Lors de son congrès de Bâle, le Parti socialiste suisse revendique deux sièges au Conseil fédéral.

### Décembre
Mardi 3 décembre 
- Le tri-hebdomadaire Le Nouvelliste valaisan devient un quotidien.

 Jeudi 12 décembre 
- Élection de Rudolf Minger (PAB) et d’Albert Meyer (PRD) au Conseil fédéral. M. Minger est le premier agrarien à siéger au Conseil fédéral.